# Иоанну, Димитрис
Димитрис Иоанну (греч. Δημήτρης Ιωάννου; 8 декабря 1968, Лимасол, Кипр) — кипрский футболист, выступавший на позиции защитника, бывший игрок сборной Кипра. Ныне футбольный тренер.

## Биография

### Клубная карьера
Воспитанник клуба АПОП Пафос. Начинал карьеру в клубе из родного город «Аполлон» (Лимасол), купившем его за 45 тысяч кипрских фунтов, где выступал с 1990 по 1995 год и провёл 128 матчей в чемпионате Кипра, дважды стал чемпионом страны. В 1995 году Иоанну перешёл в «Анортосис», где провёл 6 лет карьеры и четыре раза выиграл национальный чемпионат. После ухода из «Анортосиса» некоторое время выступал за команды высшей лиги «Олимпиакос» (Никосия) и АЕП. Завершил игровую карьеру в 2003 году.
После завершения карьеры футболиста работает тренером.

### Карьера в сборной
Дебютировал за сборную Кипра 27 февраля 1991 года в товарищеском матче со сборной Греции. Всего в составе сборной Кипра провёл 51 матч и забил 3 гола, как минимум в одном матче был капитаном сборной. Последний матч за национальную команду сыграл 15 ноября 2000 года против сборной Андорры.

## Достижения
«Аполлон» Лимасол
- Чемпион Кипра (2): 1990/1991, 1993/1994
- Обладатель Кубка Кипра: 1991/1992

«Анортосис»
- Чемпион Кипра (4): 1996/1997, 1997/1998, 1998/1999, 1999/2000
- Обладатель Кубка Кипра: 1997/1998

## Личная жизнь
Его сын Николас (р. 1995) — воспитанник «Манчестер Юнайтед». С 2017 года является игроком сборной Кипра.